# Yermo (Kalifornien)
Yermo ist ein census-designated place (CDP) im San Bernardino County im US-Bundesstaat Kalifornien. Yermo befindet sich etwa 21 Kilometer östlich der Stadt Barstow in der Mojave-Wüste und verfügt über einen direkten Anschluss an die Interstate 15. Das U.S. Census Bureau hat bei der Volkszählung 2020 eine Einwohnerzahl von 623 ermittelt.

## Wirtschaft
Die Eröffnung der California Interstate 15 1968 stellte die Stadt vor ungeahnte Probleme, da der traditionell starke Verkehr von und nach Las Vegas im Bundesstaat Nevada nun nicht mehr durch die Stadt führte, sondern über den Freeway an dieser vorbei geleitet wurde. In der Folge waren die meisten lokalen Geschäfte nicht mehr länger in der Lage, erfolgreich zu wirtschaften und mussten geschlossen werden. Vor der Eröffnung befanden sich in Yermo unter anderem 27 Tankstellen, sieben Bars, drei Motels sowie mehrere Restaurants und Campingplätze. Bis 2009 sank diese Zahl auf vier Tankstellen, eine Bar und drei Restaurants. Das einzige Motel befindet sich etwa eine Meile außerhalb der Stadt. Bekannt ist Yermo für die Fast-Food-Kette Del Taco, die hier 1964 ihr erstes Restaurant eröffnete und heute eigenen Angaben zufolge die zweitgrößte Fast-Food-Kette für mexikanische Küche in den USA ist.
In der Mitte des 20. Jahrhunderts etablierte die lokale Handelskammer Yermo als Gateway to the Calicos, auf Deutsch Tor zu den Calicos. Dies bezieht sich sowohl auf die kalifornischen Calico Mountains als auch auf die nahegelegene Geisterstadt Calico. Zusammen mit der Stadt Barstow wurde ein County Park geplant und errichtet, der bis heute sehr erfolgreich ist und zu den Attraktionen Südkaliforniens zählt, seit Walter Knott die Geisterstadt 1952, über 40 Jahre nach ihrer Aufgabe, renovierte und dem San Bernardino County übergab.
Yermo verfügt über ein Zustellpostamt, das jedoch keine direkte Zulieferung nach Adressen anbietet. Außerdem befindet sich in der Ortschaft ein 7,5 Quadratkilometer großes Lager mit Industrieanbau der United States Marine Corps Logistics Base Barstow.

## Politik
Aufgrund ihrer Größe verfügt die Ortschaft über keine eigene Stadtverwaltung, sondern wird verwaltet von einem fünfköpfigen Leitungsgremium des Countys, das zugleich Gemeindedienste des Verwaltungsbezirks wahrnimmt. Dieses Gremium tagt einmal monatlich, ihm unterliegen die Freiwillige Feuerwehr Yermo/Calico sowie der Betrieb der Straßenbeleuchtung, der öffentlichen Parkanlagen und der Trinkwasserversorgung.

## Öffentliche Einrichtungen
Die lokalen und regionalen Schulen werden vom Silver Valley Unified School District, kurz SVUSD, organisiert und geführt. Das Schulsystem entspricht dem K-12, in dem Kindergärten und alle Schulklassen bis zur 12. Klasse zusammen betrieben werden.
Darüber hinaus befanden sich 2009 drei Kirchen in Yermo; eine baptistische sowie zwei nichtkonfessionelle.